# Roger Linn
Pour les articles homonymes, voir Linn.
Roger Linn est un concepteur américain de produits électroniques consacrés à la musique. Il est aussi guitariste, compositeur et parolier.

## Carrière
En 1979, il crée la première boîte à rythmes à base d'échantillons, la Linn LM-1, puis la LinnDrum et la Linn 9000 qui connaissent un très grand succès pendant les années 1980. Il invente aussi le séquenceur musical.
Sa société Linn Electronics disparaît en 1986, il devient consultant indépendant et travaille avec la société Akai à la conception des MIDI Production Center (MPC60 et MPC3000) qui sont des séquenceurs/échantillonneurs à l'ergonomie particulièrement réussie.
En 2002, il crée la société Roger Linn Design qui commercialise des effets pour guitariste.
En 2007, il apparaît dans un documentaire français intitulé Beat Makerz - The Documentary. Ce documentaire revient sur les parcours de quelques producteurs/compositeurs de hip-hop en France et aux États-Unis. Roger Linn y parle des outils musicaux comme le séquenceur musical, les MPC, etc. Il décrit comment les producteurs de Hip-hop ont su utiliser ces outils pour sampler et échantillonner des morceaux déjà créés.

## Récompenses
En 2011, il a reçu un Grammy Award.

## Galerie

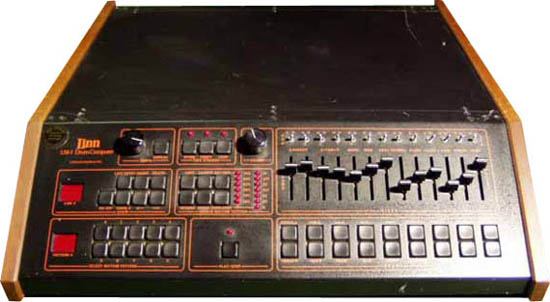
Boîte à rythme Linn LM-1
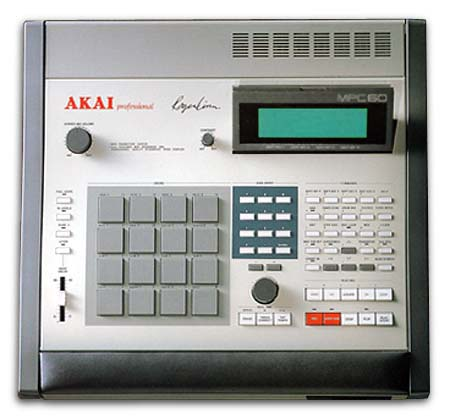
Akai MPC60
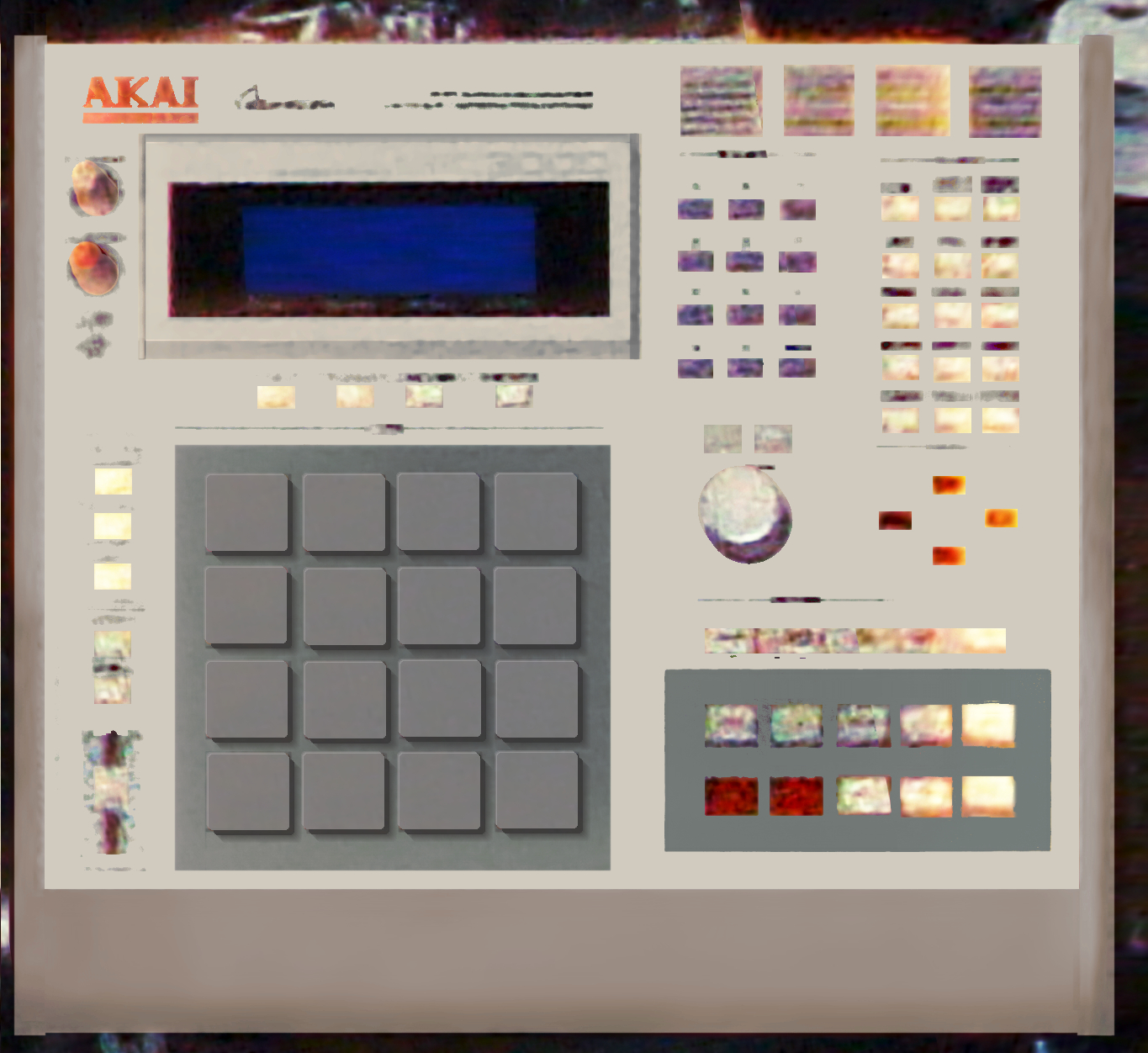
Akai MPC3000